# Haplopelma
Haplopelma  (Cyriopagopus) – rodzaj pająków podziemnych z rodziny Theraphosidae. Występują w Tajlandii, Birmie, Kambodży, Singapurze, Wietnamie, na Borneo. Pająki te nie są zbyt wielkie lecz są bardzo cenione u hodowców z powodu swojego atrakcyjnego ubarwienia (zwłaszcza gatunek Haplopelma lividum). Ptaszniki te dysponują bardzo silnym jadem, są też agresywne.